# Flos cames
Flos cames är en fjärilsart som beskrevs av Hans Fruhstorfer 1914. Flos cames ingår i släktet Flos och familjen juvelvingar. Inga underarter finns listade i Catalogue of Life.